# Telagamurni
Telagamurni is een bestuurslaag in het regentschap Bekasi van de provincie West-Java, Indonesië. Telagamurni telt 43.777 inwoners (volkstelling 2010).